# T-70
T-70 là loại xe tăng hạng nhẹ được Hồng quân sử dụng trong Chiến tranh thế giới thứ hai để thay thế hai xe tăng hạng nhẹ khác là T-50 và T-60.

## Lịch sử

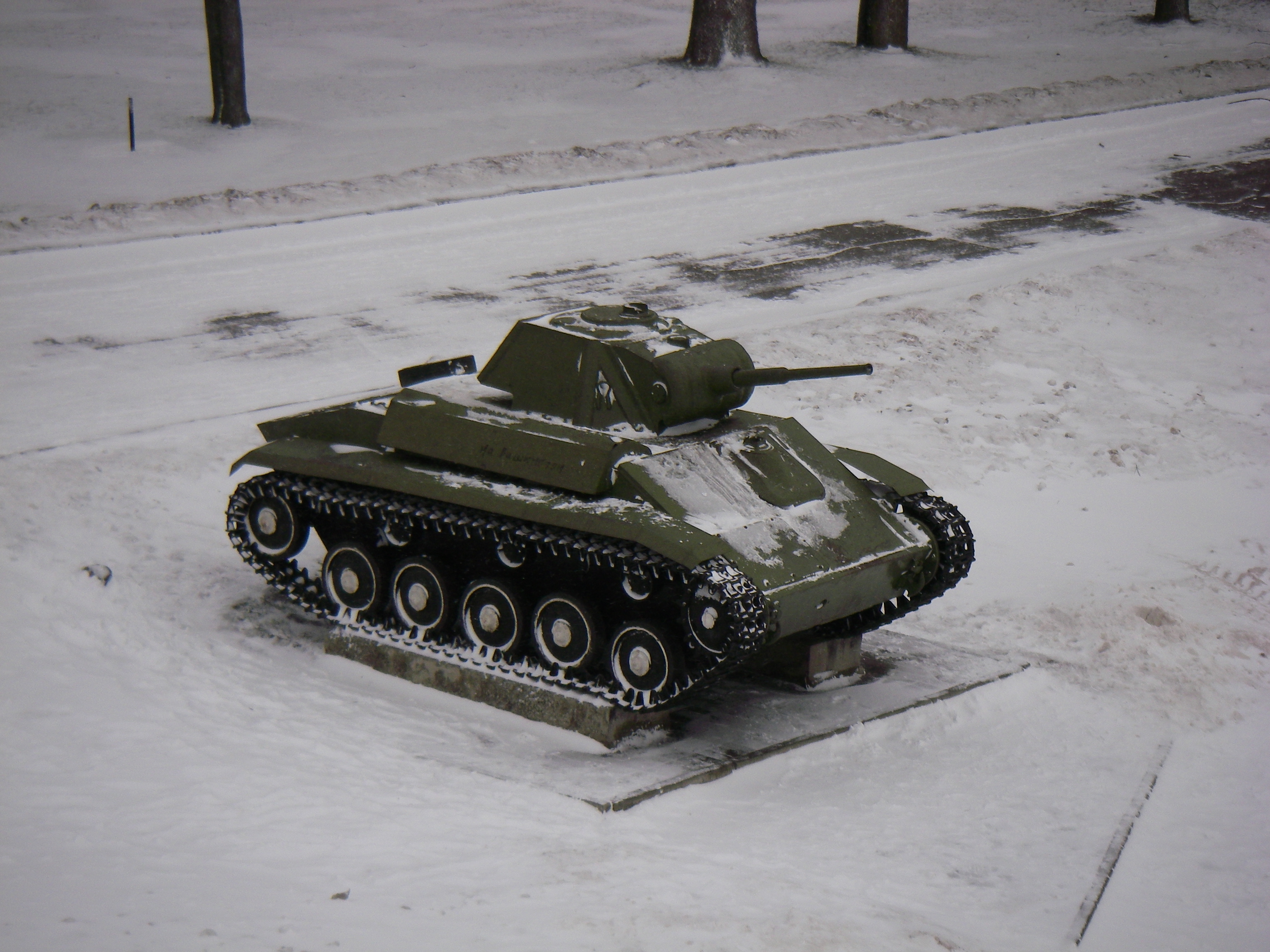
T-70 ở Velikiy Novgorod

Đầu năm 1942, tập thể công trình sư dưới sự lãnh đạo của Tổng công trình sư Nicholas Astrov đã nghiên cứu một loại xe tăng, là bước phát triển, cải tiến tiếp sau T-60. So với T-60, xe tăng mới T-70 được trang bị vũ khí và giáp bảo vệ tốt hơn. Khả năng chống đạn phá mảnh cho thân xe và tháp pháo được tăng lên đáng kể nhờ sự gia tăng độ dày giáp bảo vệ và lắp các tấm giáp có góc nghiêng hợp lý. Điểm đặc biệt nhất trên T-70 là sức mạnh động cơ. Nó hình thành từ hai cặp động cơ GAZ-203, được thiết kế dựa trên nền công nghiệp vững chắc. Điều đó có ý nghĩa rất lớn, làm cho việc sản xuất xe tăng trở nên rẻ và nhanh, cần thiết cho chiến trường.

## Tính năng kỹ thuật và cấu tạo
Trên T-70, trong các thời kỳ khác nhau được lắp giáp hàn hoặc giáp đúc. Từ mùa thu năm 1942, xe tăng được sản xuất với sự gia tăng hệ thống truyền động, tăng đường kính vành và răng cưa cho bánh dẫn động. Chiều rộng bản xích tăng lên đến 300mm. Xe tăng này mang tên T-70M. Tổng cộng đã có 8226 tăng T-70 với mọi biến thể đã được sản xuất. Tính theo số lượng trên các loại xe tăng của Liên Xô, T-70 chiếm vị trí thứ 2 sau T-34.
Sự đồng nhất trong các quân đoàn tăng Đức bằng việc hiện đại hóa Panzer III và Panzer IV là nguyên nhân dẫn đến việc ngừng sản xuất T-70 đầu năm 1943. Yêu cầu cơ bản của lính tăng Liên Xô khi đó với xe tăng – tăng thêm góc bắn cho pháo và kíp xe quá ít người. Không tính lái xe chỉ có một nhiệm vụ duy nhất là điều khiển phương tiện, trưởng xe ngoài nhiệm vụ chỉ huy, liên lạc còn phải kiêm nhiệm cả chức năng pháo thủ và nạp đạn.

## Phiên bản T-80
T-80 được thiết kế năm 1943 trên cơ sở T-70. Mỗi động cơ được tăng cường thành 80 sức ngựa, giáp bảo vệ bên hông tăng lên 25mm, cơ số đạn tăng lên 94 viên, và quan trọng nhất là xe tăng được trang bị tháp pháo với kíp xe tăng lên 3 người. Điều này góp phần giảm nhẹ đi công việc cho chỉ huy, và cho phép trưởng xe tập trung thực hiện công việc của mình trên chiến trường – quan sát và chỉ định mục tiêu.
Vũ khí cũng được thay đổi với việc gắn thêm một súng máy đồng trục, đồng thời trang bị hệ thống kính ngắm chuẩn trực mới, cho phép tăng góc bắn lên 60 độ. Cải tiến này làm pháo của xe tăng hạng nhẹ T-80 có khả năng phòng không và hoạt động trong điều kiện chiến tranh đường phố. Tuy nhiên, không tính đến chất lượng chiến đấu tốt của nó, sau khi sản xuất được 75 chiếc T-80 hạng nhẹ, sự sản xuất đã bị đình chỉ - để dành cho việc sản xuất loại xe tăng T-34, mạnh và tin cậy hơn.